# Pagenhard
Pagenhard ist ein Gemeindeteil der Gemeinde Westheim im Landkreis Weißenburg-Gunzenhausen (Mittelfranken, Bayern). Pagenhard liegt in der Gemarkung Westheim.

## Geographie
Der Weiler Pagenhard liegt umgeben von Wiesen und Wäldern, südlich von Westheim auf einer Ebene des Hahnenkamms, einem Nebengebirge der Fränkischen Alb. Durch den Weiler fließt von Westen nach Osten der Lothbach, ein linker Zufluss der Wörnitz. Nachbarorte sind (im Uhrzeigersinn, beginnend mit Norden) Westheim, Roßmeiersdorf, Zirndorf, Pfeifhof, Heuhof und Wachfeld. Nordwestlich befindet sich das 1979 ausgewiesene Naturschutzgebiet Auwald bei Westheim. Gemeindeverbindungsstraßen verbinden den Ort mit den Nachbarorten, der Bundesstraße 466 und der Kreisstraße WUG 30. Südlich des Ortes verläuft die Grenze zum schwäbischen Landkreis Donau-Ries.

## Geschichte
1808 kam der Ort zum Steuerdistrikt Westheim, 1810 zur Ruralgemeinde Westheim. Pagenhard blieb auch nach der Gebietsreform in Bayern in den 1970er Jahren Teil der Gemeinde Westheim. Im Jahre 1846 sind in Pagenhard sechs Haus, sechs Familien und 26 Seelen verzeichnet. 1875 lebten im Ort in 13 Gebäuden 31 Menschen mit insgesamt 31 Rindviechern.
In der Umgebung gibt es mehrere, als Bodendenkmal eingetragene Siedlungen der Vorzeit. Als einziges in die Bayerische Denkmalliste eingetragene Baudenkmal Pagenhards ist das Gebäude Pagenhard 1.
Kirchlich gehört der Ort zur evangelischen Westheimer St. Pankrazius-Kirche im Evangelisch-Lutherischen Dekanat Heidenheim sowie zur katholischen Kirchengemeinde St. Andreas in Hainsfarth im Bistum Eichstätt.